# Astigarraga (Baskenland)

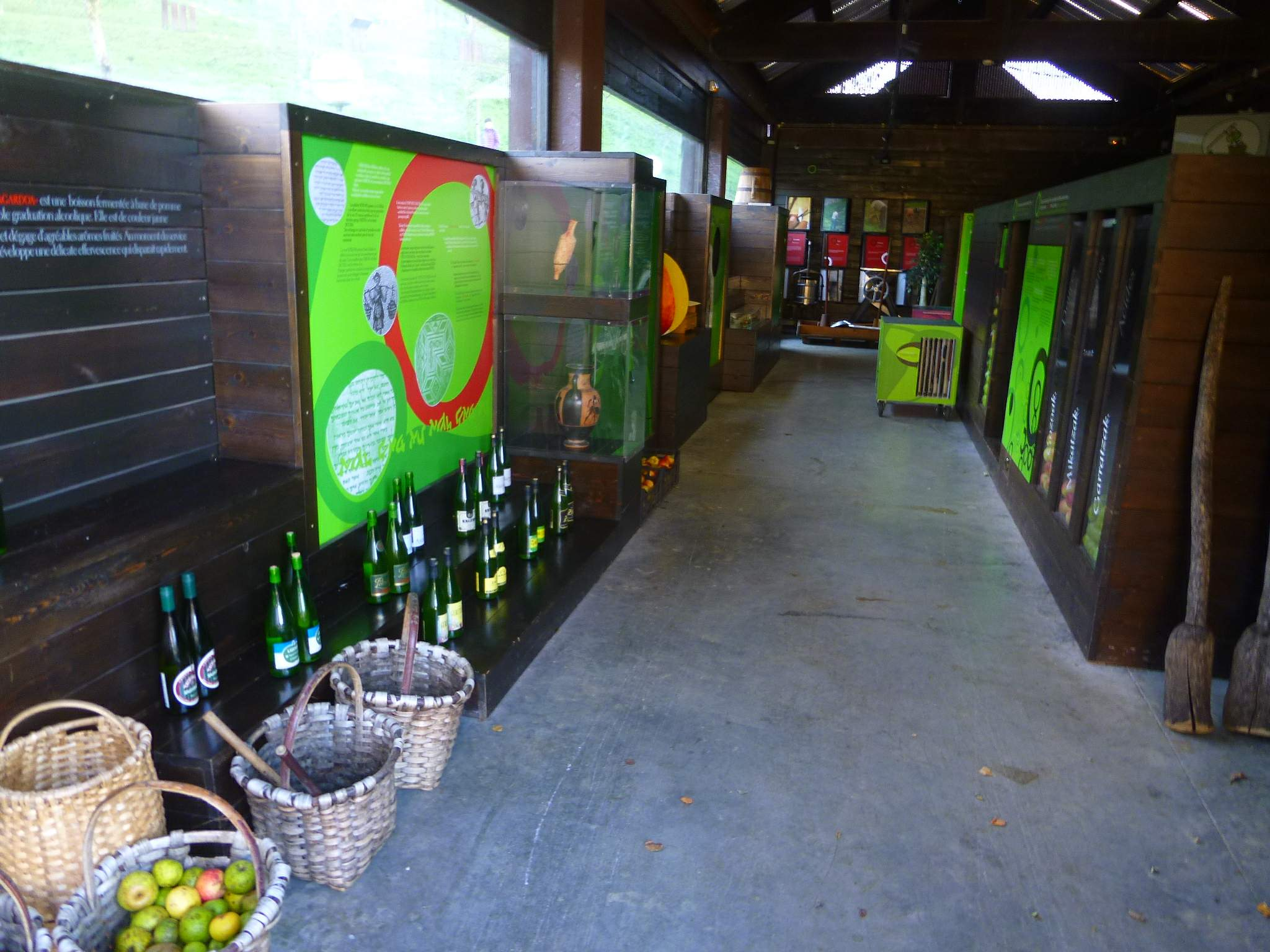
Sidra-Museum in Astigarraga

Astigarraga ist eine Stadt mit 7.764 Einwohnern (Stand: 2024) in der Provinz Gipuzkoa der Autonomen Gemeinschaft Baskenland in Spanien. Die Stadt ist bekannt für die Herstellung von Sidra (Apfelwein) und beherbergt zahlreiche Sidrerien sowie ein Sidra-Museum.

## Geographie
Astigarraga liegt im Norden der Provinz Gipuzkoa am rechten Ufer des Urumea an den Hängen des Berges Santiagomendi. Die Stadt schließt sich südlich an die Großstadt Donostia-San Sebastián an und grenzt im Osten an Errenteria und im Süden an Hernani.

## Geschichte
Ausgrabungen am Santiagomendi belegen, dass in Astigarraga vor etwa 2000 Jahren zur Zeit des Römischen Reiches eine Siedlung bestand.
Die heutige Siedlung bestand ab dem Mittelalter, 1660 wurde Astigarraga zu einer eigenständig verwalteten Gemeinde. Mit der Eingliederung von Murgia erreichte Astigarraga 1840 seine heutige Ausdehnung. Im September 1941 wurde beschlossen, Astigarraga nach San Sebastián einzugemeinden, was schließlich 1943 umgesetzt wurde. Nach dem Ende der Franco-Diktatur wurde am 30. Dezember 1984 ein Referendum in Astigarraga abgehalten, bei dem sich 91 % der Bevölkerung dafür entschied, den Status vor 1941 wiederherzustellen. Seit dem 30. Juni 1987 ist Astigarraga wieder eine eigenständige Gemeinde.

## Persönlichkeiten
- Dani Rodríguez (* 2005), Fußballspieler

## Infrastruktur
Astigarraga soll einen Bahnhof an der Neubaustrecke Baskisches Y erhalten, die zurzeit (Stand: 2021) in Bau ist. Bei Astigarraga kreuzen sich die Autobahnen Autopista AP-8 (Autopista del Cantábrico) und Autovía A-15 (Autovía de Navarra).